# Liste du patrimoine mondial aux Îles Marshall
Cet article recense les sites inscrits au patrimoine mondial aux îles Marshall.

## Statistiques
Les îles Marshall acceptent la Convention pour la protection du patrimoine mondial, culturel et naturel le 24 avril 2002. Le premier site protégé est inscrit en 2010.
En 2013, les îles Marshall compte 1 site inscrit au patrimoine mondial, culturel. 
Le pays a également soumis 3 sites à la liste indicative, 1 culturel, 1 naturel et 1 mixte.

## Listes

### Patrimoine mondial
Le bien marshallais suivant est inscrit au patrimoine mondial en 2024.
| Id.  | Bien                                          | Année | Superficie (ha) | Critères et notes    | Coordonnées           | Illus. |
| ---- | --------------------------------------------- | ----- | --------------- | -------------------- | --------------------- | ------ |
| 1339 | Site d'essais nucléaires de l'atoll de Bikini | 2010  | 73 500          | Culturel, (iv), (vi) | 11° 36′ N, 165° 23′ E |        |

### Liste indicative
Les biens suivants sont proposés sur la liste indicative du pays en 2024.  Les noms fournis par les Îles Marshall sont en anglais : les traductions en français sont données ici à titre indicatif.
| Id.  | Bien                                                               | Année | Critères et notes                                                      | Coordonnées | Illus. |
| ---- | ------------------------------------------------------------------ | ----- | ---------------------------------------------------------------------- | --- | ------ |
| 2064 | Atolls des îles Marshall du Nord                                   | 2005  | Mixte 7 sites : Ailinginae, Rongerik, Bokak, Bikar, Taka, Erikub, Jemo | 11° 10′ 01″ N, 166° 19′ 59″ E 11° 21′ 00″ N, 167° 25′ 59″ E 14° 43′ 01″ N, 168° 57′ 00″ E 12° 15′ 00″ N, 170° 07′ 01″ E 11° 07′ 01″ N, 169° 46′ 01″ E 9° 07′ 59″ N, 170° 01′ 59″ E 10° 06′ N, 169° 30′ E |        |
| 2066 | District historique du village de Likiep                           | 2005  | Culturel, (ii), (iv)                                                   | 9° 55′ 01″ N, 169° 09′ 54″ E |        |
| 2067 | Zone de préservation de la nature de l'atoll de Mili (et Nadikdik) | 2005  | Naturel                                                                | 6° 02′ 31″ N, 171° 52′ 30″ E |        |